# Чемпионат России по лёгкой атлетике в помещении 1997
Чемпионат России по лёгкой атлетике в помещении 1997 года прошёл 21—23 февраля в Волгограде в манеже ВГАФКа. Как и чемпионаты прошлых лет, волгоградский носил открытый статус: в розыгрыше медалей помимо российских легкоатлетов могли принимать участие и иностранцы (в основном — спортсмены с постсоветского пространства). Соревнования являлись отборочными в сборную России на чемпионат мира в помещении, прошедший 7—9 марта в Париже, столице Франции. В чемпионате приняли участие 742 спортсмена из 59 регионов страны. На протяжении 3 дней было разыграно 26 комплектов медалей.
Чемпионат России по многоборьям в помещении 1997 проводился отдельно 15—17 февраля в Липецке.

## Медалисты

### Мужчины
| Дисциплина             | Золото                                     | Золото  | Серебро                             | Серебро | Бронза                                   | Бронза  |
| ---------------------- | ------------------------------------------ | ------- | ----------------------------------- | ------- | ---------------------------------------- | ------- |
| 60 м                   | Андрей Григорьев Омская область            | 6,61    | Павел Галкин Самарская область      | 6,68    | Андрей Дегтярёв Краснодарский край       | 6,71    |
| 60 м                   | Андрей Григорьев Омская область            | 6,61    | Павел Галкин Самарская область      | 6,68    | Станислав Москвин Омская область         | 6,71    |
| 200 м                  | Денис Николаев Санкт-Петербург             | 21,57   | Андрей Юсупов Красноярский край     | 21,65   | Антон Спиридонов Калининградская область | 22,07   |
| 400 м                  | Дмитрий Бей Москва Хабаровский край        | 47,75   | Дмитрий Головастов Москва           | 47,96   | Дмитрий Косов Приморский край            | 48,33   |
| 800 м                  | Сергей Кожевников Москва Рязанская область | 1.51,63 | Олег Степанов Курганская область    | 1.52,06 | Владимир Божко Челябинская область       | 1.52,10 |
| 1500 м                 | Вячеслав Шабунин Москва                    | 3.46,39 | Олег Степанов Курганская область    | 3.48,34 | Андрей Задорожный Ярославская область    | 3.48,54 |
| 3000 м                 | Сергей Дрыгин Москва                       | 8.01,60 | Сергей Лукин Санкт-Петербург        | 8.06,45 | Сергей Самойлов Курская область          | 8.06,52 |
| 3000 м с препятствиями | Алексей Горбунов Пермская область          | 8.30,22 | Константин Томский Москва           | 8.41,31 | Алексей Потапов Волгоградская область    | 8.41,50 |
| 60 м с барьерами       | Андрей Кислых Кемеровская область          | 7,71    | Сергей Манаков Татарстан            | 7,77    | Ярослав Фёдоров Тульская область         | 7,78    |
| Прыжок в высоту        | Сергей Клюгин Москва                       | 2,30 м  | Игорь Сухарев Тульская область      | 2,18 м  | не вручалась                             |         |
| Прыжок в высоту        | Сергей Клюгин Москва                       | 2,30 м  | Вячеслав Воронин Северная Осетия    | 2,18 м  | не вручалась                             |         |
| Прыжок с шестом        | Максим Тарасов Ярославская область         | 5,80 м  | Вадим Строгалёв Москва              | 5,75 м  | Евгений Смирягин Санкт-Петербург         | 5,65 м  |
| Прыжок в длину         | Евгений Третьяк Краснодарский край         | 8,16 м  | Кирилл Сосунов Рязанская область    | 8,04 м  | Андрей Игнатов Краснодарский край        | 8,01 м  |
| Тройной прыжок         | Александр Аселедченко Ставропольский край  | 17,21 м | Геннадий Марков Ставропольский край | 17,11 м | Вячеслав Таранов Волгоградская область   | 16,94 м |
| Толкание ядра          | Павел Чумаченко Иркутская область          | 19,19 м | Вячеслав Лыхо Московская область    | 19,16 м | Дмитрий Латухин Санкт-Петербург          | 18,62 м |

### Женщины
| Дисциплина             | Золото                                 | Золото  | Серебро                                 | Серебро | Бронза                                  | Бронза  |
| ---------------------- | -------------------------------------- | ------- | --------------------------------------- | ------- | --------------------------------------- | ------- |
| 60 м                   | Надежда Рощупкина Тульская область     | 7,21    | Наталья Воронова Москва                 | 7,23    | не вручалась                            |         |
| 60 м                   | Надежда Рощупкина Тульская область     | 7,21    | Екатерина Лещёва Волгоградская область  | 7,23    | не вручалась                            |         |
| 200 м                  | Светлана Гончаренко Ростовская область | 23,08   | Екатерина Лещёва Волгоградская область  | 23,25   | Светлана Бодрицкая Казахстан            | 23,69   |
| 400 м                  | Ольга Котлярова Свердловская область   | 52,74   | Татьяна Алексеева Новосибирская область | 53,07   | Екатерина Бахвалова Санкт-Петербург     | 54,16   |
| 800 м                  | Ирина Бирюкова Иркутская область       | 2.01,90 | Татьяна Григорьева Курганская область   | 2.02,33 | Екатерина Подкопаева Московская область | 2.02,67 |
| 1500 м                 | Ольга Комягина Санкт-Петербург         | 4.18,75 | Ирина Бирюкова Иркутская область        | 4.21,39 | Екатерина Подкопаева Московская область | 4.21,62 |
| 3000 м                 | Ольга Егорова Чувашия                  | 9.04,93 | Ольга Ковпотина Ставропольский край     | 9.05,26 | Елена Баранова Пермская область         | 9.06,61 |
| 2000 м с препятствиями | Елена Моталова Самарская область       | 6.20,17 | Светлана Сайфушева Иркутская область    | 6.20,87 | Марина Плужникова Нижегородская область | 6.27,84 |
| 60 м с барьерами       | Светлана Лаухова Санкт-Петербург       | 8,13    | Юлия Граудынь Москва                    | 8,27    | Ирина Коротя Московская область         | 8,28    |
| Прыжок в высоту        | Виктория Фёдорова Санкт-Петербург      | 1,94 м  | Юлия Ляхова Москва                      | 1,92 м  | Ольга Калитурина Москва                 | 1,92 м  |
| Прыжок с шестом        | Светлана Абрамова Москва               | 4,00 м  | Елена Белякова Москва                   | 3,90 м  | Татьяна Губарёва Омская область         | 3,90 м  |
| Прыжок в длину         | Нина Переведенцева Татарстан           | 6,67 м  | Вера Оленченко Ростовская область       | 6,52 м  | Татьяна Тер-Месробьян Санкт-Петербург   | 6,35 м  |
| Тройной прыжок         | Наталья Каюкова Хабаровский край       | 14,04 м | Татьяна Лебедева Волгоградская область  | 13,89 м | Иоланда Чен Москва                      | 13,84 м |
| Толкание ядра          | Ирина Коржаненко Ростовская область    | 19,18 м | Светлана Кривелёва Московская область   | 19,04 м | Ирина Худорошкина Московская область    | 18,37 м |

## Чемпионат России по многоборьям
Чемпионы страны в мужском семиборье и женском пятиборье определились 15—17 февраля 1997 года в Липецке в легкоатлетическом манеже Дворца спорта «Юбилейный». Чемпионом среди мужчин стал Лев Лободин, ещё в прошлом году выступавший на Олимпийских играх за сборную Украины. Липецкий чемпионат стал для него первым официальным стартом с момента получения российского гражданства в конце 1996 года. Тем не менее, уже здесь он доказал свой высочайший класс, с ходу установив новый рекорд России — 6196 очков.

### Мужчины
| Дисциплина | Золото             | Золото     | Серебро                            | Серебро   | Бронза                               | Бронза    |
| ---------- | ------------------ | ---------- | ---------------------------------- | --------- | ------------------------------------ | --------- |
| Семиборье  | Лев Лободин Москва | 6196 очков | Сергей Никитин Кемеровская область | 5951 очко | Валерий Белоусов Ставропольский край | 5824 очка |

### Женщины
| Дисциплина | Золото                                 | Золото     | Серебро                    | Серебро    | Бронза                     | Бронза    |
| ---------- | -------------------------------------- | ---------- | -------------------------- | ---------- | -------------------------- | --------- |
| Пятиборье  | Татьяна Гордеева Волгоградская область | 4618 очков | Елена Вольф Алтайский край | 4597 очков | Ирина Вострикова Татарстан | 4563 очка |

## Состав сборной России для участия в чемпионате мира
По итогам чемпионата и с учётом выполнения необходимых нормативов, в состав сборной для участия в чемпионате мира в помещении в Париже вошли:
Мужчины
400 м: Руслан Мащенко — имел освобождение от отбора.

Эстафета 4х400 м: Руслан Мащенко, Дмитрий Бей, Дмитрий Головастов, Дмитрий Косов, Дмитрий Гузов.

1500 м: Вячеслав Шабунин.

3000 м: Сергей Дрыгин.

60 м с барьерами: Андрей Кислых.

Прыжок в высоту: Сергей Клюгин.

Прыжок с шестом: Максим Тарасов, Вадим Строгалёв.

Прыжок в длину: Евгений Третьяк, Кирилл Сосунов.

Тройной прыжок: Александр Аселедченко, Геннадий Марков.

Толкание ядра: Павел Чумаченко.
Женщины
60 м: Ирина Привалова — имела освобождение от отбора, Надежда Рощупкина.

200 м: Светлана Гончаренко, Екатерина Лещёва.

400 м: Ольга Котлярова.

Эстафета 4х400 м: Ольга Котлярова, Татьяна Алексеева, Екатерина Бахвалова, Наталья Шарова, Татьяна Чебыкина, Светлана Гончаренко.

800 м: Ирина Бирюкова.

1500 м: Екатерина Подкопаева, Маргарита Марусова.

3000 м: Ольга Егорова.

60 м с барьерами: Светлана Лаухова, Ирина Коротя.

Прыжок в высоту: Виктория Фёдорова, Юлия Ляхова.

Прыжок с шестом: Светлана Абрамова, Елена Белякова.

Прыжок в длину: Нина Переведенцева, Вера Оленченко.

Тройной прыжок: Инна Ласовская — имела освобождение от отбора, Наталья Каюкова.

Толкание ядра: Ирина Коржаненко.

Пятиборье: Татьяна Гордеева.